# Фрийрол
Фрийролите(безплатни покер турнири) са турнири в които се играе без заплащането на входна такса, а наградния фонд е осигурен от покер залата с цел привличане на играчи. Те са добър начин за начинаещите играчи да натрупат опит и капитал (банкрол), за да участват впоследствие в кеш игрите и платените турнири.

## Други значения
фрийрол може да се отнася, освен за целия турнир, така и за само една-единствена карта раздадена в кеш игра или покер турнир. Това е последната раздадена карта (ривър) в ситуация в която и двамата играча не могат да спечелят целият пот и го разделят (сплитват).
Ето един пример от Texas hold'em:
Джо притежава K ♣ 10 ♣ и Бърт притежава K ♥10 ♥. След четвъртата обща карта (търна), на борда има A ♣ Q ♠ J ♥ 4 ♣. И двамата играчи притежават стрейт до асо, като така най-вероятно ще си поделят пота. Ако обаче последната карта бъде спатия, Бърт ще загуби от Джо с флъш. Няма друга възможна окончателна карта, която ще даде на Бърт предимство и само Джо може да се подобри, така, че тя се нарича фрийролинг Бърт.